# Milam County
Milam County je okres ve státě Texas v USA. K roku 2010 zde žilo 24 757 obyvatel. Správním městem okresu je Cameron. Celková rozloha okresu činí 2 647 km².